# Бухта троса

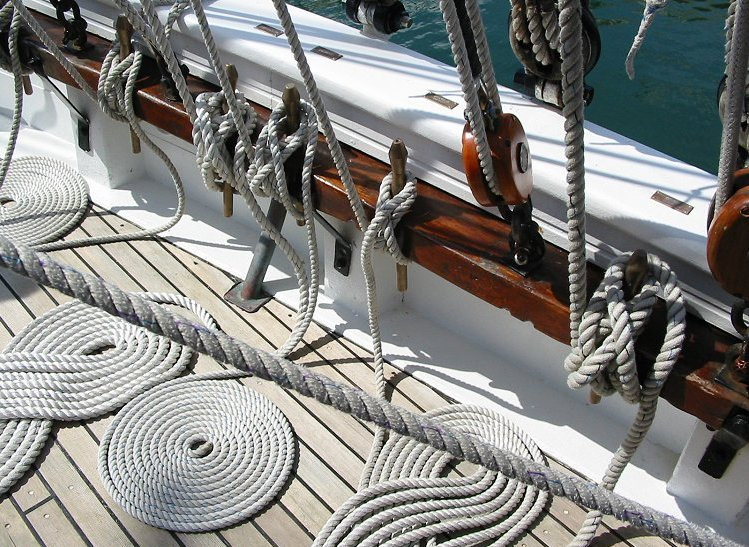
Спіральні бухти

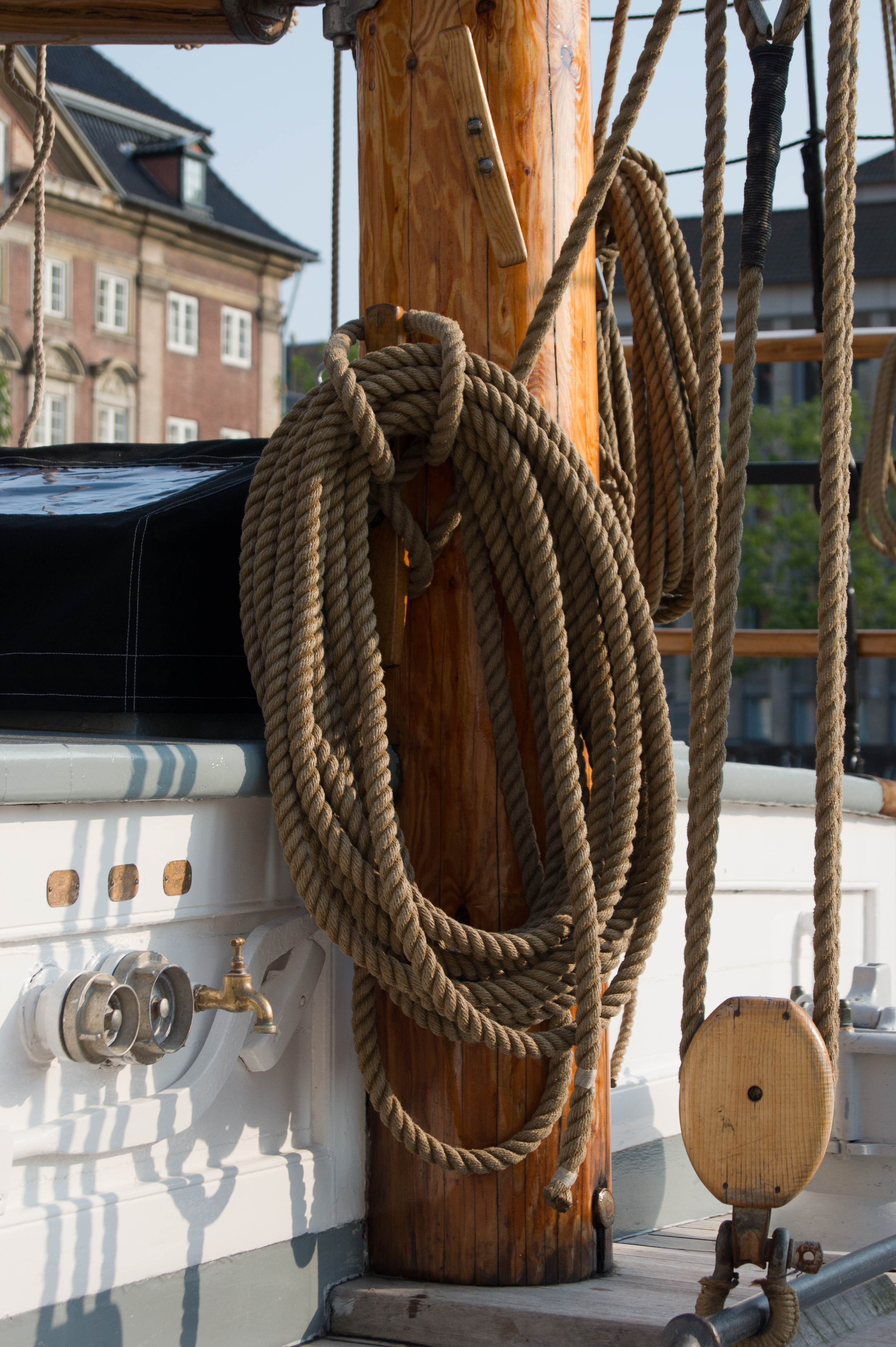
Бухта шкота

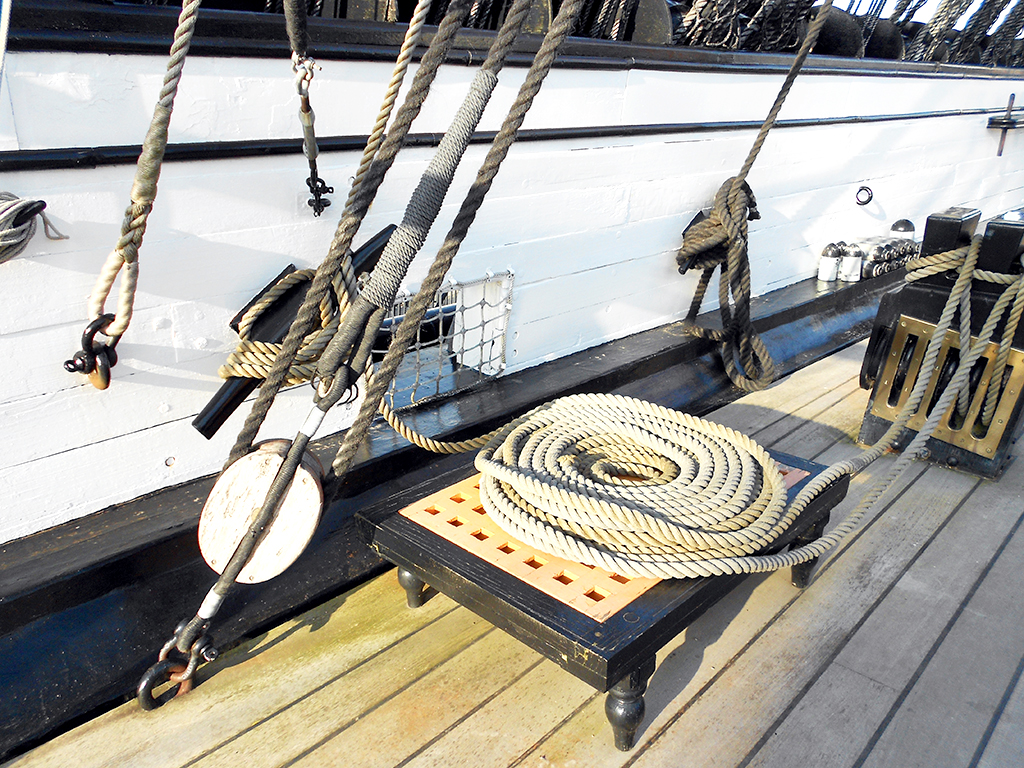
Бухта на банкеті панцерного фрегата «Ворріор»

Бухта (від нід. bocht або дан. bogt, що сходять до ниж.-нім. bucht — «вигин») — трос або снасть, згорнута циліндрами, колами або вісімкою. Від бухти слід відрізняти петлю троса (англ. bight) — вигнуту (складену вдвоє) ділянку троса, яка часто є елементом вузла.

## Способи укладання бухт
Залежно від способу укладання розрізняють похідні та якірні бухти. Похідні бухти — круглі, у них снасті укладаються на палубі під час походу, щоб вони були готові для віддачі, травлення і вибирання. Якірні бухти — довгі підвішуються на баланси (чотири бруси, з'єднані між собою кінцями і прикріплені зусібіч до щогли) при своїх щоглах або по бортах при кофель-планках.
Залежно від виду троса використовують такі способи:
- Виті троси згортають за годинниковою стрілкою, а розгортають у зворотному напрямку. Щоб запобігти утворенню калишок і вісімок, трос злегка розкручують між великим і вказівним пальцями. Снасть починають згортати в бухту з корінного кінця, щоб за потреби її розмотати за ходовий кінець.
- Плетені троси можна згортати в будь-якому напрямку.
- Металеві троси згортають, чергуючи кільця з півштиками.
- Ліні внаслідок їхньої схильності до спутування не згортають на руці, а укладають їх кільцями в якусь ємність (мішок, відро) або обвивають навколо циліндра (валика, бобіни).
- Ланцюги на флоті не згортають у бухти (через ймовірність заклинювання ланок), а укладають у штабелі або розкладають паралельними рядами.

Залежно від форми бухти розрізняють:
- Кільця — можуть бути відкритими і закритими (з обв'язкою поперек бухти).
- Вісімки
- Видовжений моток — бухта з великих кілець, перев'язана посередині (може бути попередньо складена удвоє).
- Циліндр
- Спіраль